# Glass Onion: A Knives Out Mystery
Glass Onion: A Knives Out Mystery (Puñales por la espalda: El misterio de Glass Onion en España y Glass Onion: Un misterio de Knives Out en Hispanoamérica) es una película de misterio y suspenso estadounidense escrita y dirigida por Rian Johnson-Roberto González y producida por Johnson y Ram Bergman para T-Street Productions. Es una secuela de Knives Out (2019), en la cual Daniel Craig repite su papel de Benoit Blanc, un maestro detective que se enfrenta a un nuevo caso. La película también está protagonizada por un reparto coral compuesto por Edward Norton, Janelle Monáe, Kathryn Hahn, Leslie Odom Jr., Jessica Henwick, Madelyn Cline, Kate Hudson y Dave Bautista.
Mientras promocionaba Knives Out en 2019, Johnson insinuó la posibilidad de una secuela. En 2020, se confirmó que estaba trabajando en una historia con Craig listo para repetir su papel. En marzo de 2021, Netflix compró los derechos de dos secuelas de Knives Out por 469 millones de dólares. El rodaje tuvo lugar en la isla de Spetses, Grecia, entre junio y julio de 2021, y continuó fuera de Grecia hasta septiembre. Los miembros del equipo que regresaron de Knives Out incluyeron al director de fotografía Steve Yedlin, al editor Bob Ducsay y al compositor Nathan Johnson.
Glass Onion: A Knives Out Mystery tuvo su estreno mundial en el Festival Internacional de Cine de Toronto en septiembre de 2022 y se estrenó en Estados Unidos el 23 de noviembre. Se estrenó en Netflix mundialmente el 23 de diciembre de 2022.

## Sinopsis
Durante la pandemia de COVID-19 en mayo de 2020, Miles Bron, cofundador de la empresa tecnológica Alpha, presenta un juego de misterio y asesinato en Glass Onion, su mansión en una isla privada de Grecia . Invita a su grupo de amigos, los "Disruptors": el científico jefe de Alpha, Lionel Toussaint; la gobernadora de Connecticut , Claire Debella; la controvertida modelo convertida en diseñadora de moda, Birdie Jay; el streamer de derechos masculinos , Duke Cody; y la cofundadora de Alpha, Cassandra "Andi" Brand, quien está distanciada de Miles. Los cinco amigos reciben una caja de rompecabezas de madera para que la descifren y encuentren la invitación dentro. Lionel, Claire, Birdie y Duke resuelven la caja juntos, mientras Andi la rompe con un martillo.
Los Disruptores viajan a la isla de Miles junto con Peg, la asistente de Birdie, y Whiskey, la novia de Duke. El famoso detective Benoit Blanc se une a ellos, alegando que Miles lo invitó. Sin embargo, Miles le dice en privado a Blanc que los Disruptores eran los únicos invitados. No obstante, Miles permite que Blanc se quede, suponiendo que otro invitado le envió la invitación. Antes de la cena, Miles muestra su colección de esculturas de cristal y la Mona Lisa , que tiene prestada del Louvre . Miles también revela que la mansión funciona con "Klear", un combustible alternativo a base de hidrógeno que Alpha pronto venderá, a pesar de que Lionel y Claire saben que es peligroso.
Blanc resuelve de inmediato el misterio del asesinato de Miles y le advierte en privado que todos los Disruptores tienen motivos para matarlo. Tras una discusión con el resto del grupo, Andi se marcha furiosa. Duke muere repentinamente tras beber del vaso de Miles y el grupo, presa del pánico, sospecha que Andi intentó envenenarlo. Lionel llama a la policía, pero descubre que no podrán llegar hasta la mañana siguiente. Tras descubrir que falta la pistola de Duke, se produce un apagón . Blanc encuentra a Andi, a quien llama Helen, pero un asaltante invisible le dispara. Blanc reúne al grupo y anuncia que ha resuelto el asesinato de Andi.
Un flashback extenso muestra que Andi murió una semana antes, aparentemente por suicidio. Su hermana gemela, Helen, contrató a Blanc para investigar. En Alpha, Andi había detenido el desarrollo de Klear debido a sus peligrosas propiedades, por lo que Miles la despidió. Andi demandó a Miles para recuperar el control de Alpha, pero Miles ganó la demanda porque los demás Disruptores cometieron perjurio al declarar que Miles había esbozado él solo el plan para Alpha en una servilleta años antes; en realidad, el boceto fue dibujado por Andi. Poco antes de su muerte, Andi les había enviado por correo electrónico al grupo una foto que mostraba la servilleta original aún en su poder. Helen sospechaba que uno de los Disruptores había asesinado a Andi y robado la servilleta para protegerse a sí mismos y a Miles. Como la muerte de Andi aún no era de conocimiento público, Blanc convenció a Helen para que se hiciera pasar por Andi en la fiesta de Miles y lo ayudara a investigar.
Helen ayuda a Blanc a descubrir los motivos de los Disruptores para proteger a Miles: Lionel y Claire han apostado su reputación por Klear, Birdie necesita la ayuda financiera de Miles para afrontar las consecuencias de emplear a mano de obra clandestina sin su conocimiento , y Duke aspira a un programa en Alpha News. Ambos visitaron la casa de Andi el día de su muerte. Helen registra las habitaciones de los huéspedes, pero no encuentra la servilleta. Cuando Helen recibe un disparo, el diario de Andi en el bolsillo de su chaqueta detiene la bala. Blanc le dice a Helen que registre la oficina de Miles.
Blanc deduce que Miles cometió ambos asesinatos: envenenó mortalmente a Andi tras enterarse de que tenía la servilleta, y Duke lo vio salir de su casa después. Durante la fiesta, Duke vio un reportaje sobre la muerte de Andi y, al darse cuenta de que Miles era el responsable, intentó chantajearlo. Miles envenenó a Duke con jugo de piña, al que era extremadamente alérgico , y le quitó la pistola, con la que disparó a Helen.
Helen encuentra la servilleta de Andi en la oficina de Miles y revela su identidad al grupo. Miles quema la servilleta, eliminando la evidencia, y sus amigos se niegan a testificar en su contra. Blanc le dice a Helen que ha hecho todo lo posible y sale. Furiosa, Helen destruye las esculturas de cristal de Miles, y los Disruptores finalmente se unen a ella. Helen enciende una hoguera y arroja un trozo de Klear que Blanc le había dado al fuego, causando una explosión que destruye la mansión y la Mona Lisa . Con Klear ahora demostrado ser peligroso, los Disruptores no tienen más opción que testificar en contra de Miles. En la playa, Helen y Blanc observan cómo llegan los barcos de la policía.

## Reparto
- Daniel Craig (1968-) como Benoit Blanc, detective contratado para investigar la muerte de Andi Brand.[3]

- Edward Norton (1969-) como Miles Bron, un multimillonario y propietario de una gran empresa de tecnología.[4]

- Kathryn Hahn (1973-) como Claire Debella, la gobernadora de Connecticut que ahora se postula para el senado.[5]

- Janelle Monáe (1985-) como las hermanas gemelas Helen Brand y como Cassandra Andi Brand; Andi fue la socia de Miles en la empresa tecnológica.[6]

- Kate Hudson  (1979-) como Birdie Jay, una exsupermodelo convertida en diseñadora de moda.[7]

- Dave Bautista  (1969-) como Duke Cody, un streamer de Twitch y activista de los derechos de los hombres.[8]

- Jessica Henwick (1992-) como Peg, asistente de Birdie.[9]

- Leslie Odom Jr. (1981-) como Lionel Toussaint, el científico jefe de la empresa de Miles.[10]

- Dallas Roberts (1970-) como Devon Debella, el esposo de Claire.

- Madelyn Cline (1997-) como Whiskey, pareja de Duke y su asistente en Twitch.[11]

- Noah Segan como Derol, un holgazán que vive en la isla de Miles. Segan apareció anteriormente en la película Knives Out (2019) como el oficial Wagner.[12]
- Jackie Hoffman como Ma Cody, la astuta madre de Duke.

Además, Ethan Hawke (1970-) aparece en un cameo como el asistente de Miles.
Hugh Grant (1960-) hace un cameo como Philip, esposo de Blanc,
y Joseph Gordon-Levitt (1981-) le presta la voz al reloj de Miles en el Glass Onion. Levitt también había hecho un cameo de voz en Knives Out (2019).
Varias celebridades hacen cameos como ellos mismos, como
el compositor Stephen Sondheim (1930-2021),
la actriz Angela Lansbury (1925-2022),
la actriz Natasha Lyonne (1979-),
el violonchelista francés Yo-Yo Ma (1955-),
el baloncestista Kareem Abdul-Jabbar (1947-),
el periodista Jake Tapper (1969-) y
la tenista Serena Williams (1981-). Sondheim y Lansbury fallecieron antes de que la película fuese estrenada, por lo que la película va dedicada a sus memorias.

## Producción
La película de 2019 Knives Out fue una producción comercialmente exitosa de MRC y Lionsgate Films . Recaudó más de $311 millones con un presupuesto de $40 millones, lo que la convierte en la segunda película original más taquillera del año que no se basó en una propiedad intelectual existente. Antes de su lanzamiento, el escritor y director Rian Johnson se había burlado de la posibilidad de una secuela que girase en torno al personaje principal, el detective Benoit Blanc. Lionsgate dio luz verde oficialmente a la secuela a principios de 2020. Johnson aclaró que no era una continuación de su predecesora, sino una película independiente que presentaba una nueva historia y un elenco, similar a la serie de novelas Hercule Poirot de Agatha Christie. En marzo de 2021, Netflix superó la oferta de Amazon y Apple en una subasta para adquirir los derechos de la película y otra secuela de Knives Out por $ 469 millones, con Johnson regresando como director y Daniel Craig listo para repetir su papel de Blanc. Un postor perdedor lo calificó como un trato inexplicable y "alucinante".
Glass Onion: A Knives Out Mystery se produjo con un presupuesto de al menos 40 millones de dólares. Los miembros del equipo de Knives Out que regresaron incluyeron al director de fotografía Steve Yedlin, al editor Bob Ducsay y al compositor Nathan Johnson. Según los informes, Johnson, Craig y el productor Ram Bergman recibirán más de 100 millones de dólares por sus papeles en ambas producciones. Al unirse al elenco, Dave Bautista dijo que recibió una llamada espontánea de Johnson en la que lo animaron a hacer una audición para Glass Onion: A Knives Out Mystery. Kaley Cuoco dijo que estaba devastada después de que el papel para el que audicionó fuera para Kate Hudson. El rodaje comenzó en Spetses, una isla de Grecia, el 28 de junio, y estaba a medio camino cuando el rodaje se trasladó fuera de Grecia el 30 de julio. La filmación terminó el 13 de septiembre de 2021.

## Lanzamiento
La película se estrenó en el Festival Internacional de Cine de Toronto el 10 de septiembre de 2022. También se proyectará en el Festival de Cine de Filadelfia en octubre de 2022, el Festival Internacional de Cine de Miami como película inaugural el 3 de noviembre de 2022, y cerrará el BFI London Film Festival el 16 de octubre de 2022 y Fest 919 el 30 de octubre de 2022. Se estrenará en Netflix el 23 de diciembre de 2022. Según los informes, Netflix estaba considerando un nuevo modelo de lanzamiento para películas como Glass Onion: A Knives Out Mystery, que le daría a la película una ventana de 45 días en los cines antes de publicarse en el servicio de streaming. En octubre El 6 de enero de 2022, Netflix anunció que después de firmar acuerdos con las tres cadenas de cines más grandes de los Estados Unidos (AMC Theatres, Regal Cinemas y Cinemark, el último de los cuales Netflix tenía un acuerdo preexistente), la película se estrenaría en cines por una semana limitada (anunciada como un estreno anticipado) del 23 al 29 de noviembre de 2022. en unos 600 cines en los Estados Unidos, así como en otros mercados internacionales, marcando la primera vez que una película distribuida por Netflix se muestra en las tres principales cadenas de cines en los Estados Unidos.

## Recepción

### Crítica
En el sitio web del agregador de reseñas Rotten Tomatoes, el 92% de las reseñas de 385 críticos son positivas, con una calificación promedio de 8.0/10. El consenso del sitio web dice: «Glass Onion trae de vuelta a Benoit Blanc para otro misterio tremendamente entretenido completado por un elenco excepcional». Metacritic, que utiliza un promedio ponderado, asignó a la película una puntuación de 81 sobre 100, basada en 62 reseñas, lo que indica «aclamación universal».
Owen Gleiberman, de Variety, elogió la película como «un misterio de juego de conchas más grande, llamativo e incluso más elaborado y multifacético» que la primera película.

### Premios y nominaciones
| Premio                                                      | Fecha                    | Categoría                                    | Nominado(s)                       | Resultado | Ref.          |
| ----------------------------------------------------------- | ------------------------ | -------------------------------------------- | --------------------------------- | --------- | ------------- |
| Premios AACTA                                               | 24 de febrero de 2023    | Mejor guion                                  | Rian Johnson                      | Pendiente | [ 44 ]        |
| Premios de la Asociación de Críticos de Cine Afroamericanos | 8 de diciembre de 2022   | Top 10 Películas de Año                      | Glass Onion: A Knives Out Mystery | Ganadora  | [ 45 ]        |
| Alianza de Mujeres Periodistas de Cine                      | TBD                      | Mejor actriz de reparto                      | Janelle Monáe                     | Nominada  | [ 46 ]        |
| Alianza de Mujeres Periodistas de Cine                      | TBD                      | Mejor guion adaptado                         | Rian Johnson                      | Nominado  | [ 46 ]        |
| Premios Black Reel                                          | 6 de febrero de 2023     | Mejor actriz de reparto                      | Janelle Monáe                     | Pendiente | [ 47 ]        |
| Asociación de Críticos de Cine de Chicago                   | 14 de diciembre de 2022  | Mejor actriz de reparto                      | Janelle Monáe                     | Nominada  | [ 48 ] [ 49 ] |
| Asociación de Críticos de Cine de Chicago                   | 14 de diciembre de 2022  | Mejor guion adaptado                         | Rian Johnson                      | Nominado  | [ 48 ] [ 49 ] |
| Asociación de Críticos de Cine de Chicago                   | 14 de diciembre de 2022  | Mejor dirección de arte/diseño de producción | Glass Onion: A Knives Out Mystery | Nominada  | [ 48 ] [ 49 ] |
| Premios de la Crítica Cinematográfica                       | 15 de enero de 2023      | Mejor película                               | Glass Onion: A Knives Out Mystery | Nominada  | [ 48 ]        |
| Premios de la Crítica Cinematográfica                       | 15 de enero de 2023      | Mejor comedia                                | Glass Onion: A Knives Out Mystery | Ganadores | [ 48 ]        |
| Premios de la Crítica Cinematográfica                       | 15 de enero de 2023      | Mejor guion adaptado                         | Rian Johnson                      | Nominado  | [ 48 ]        |
| Premios de la Crítica Cinematográfica                       | 15 de enero de 2023      | Mejor actriz de reparto                      | Janelle Monáe                     | Nominada  | [ 48 ]        |
| Premios de la Crítica Cinematográfica                       | 15 de enero de 2023      | Mejor diseño de vestuario                    | Jenny Eagan                       | Nominados | [ 48 ]        |
| Premios de la Crítica Cinematográfica                       | 15 de enero de 2023      | Mejor reparto                                | Glass Onion: A Knives Out Mystery | Ganadores | [ 48 ]        |
| Asociación de Críticos de Cine de Dallas-Fort Worth         | 19 de diciembre de 2022  | Mejor actriz de reparto                      | Janelle Monáe                     | Nominada  | [ 50 ]        |
| Florida Film Critics Circle Awards                          | 21 de diciembre de 2022  | Mejor guion adaptado                         | Rian Johnson                      | Nominado  | [ 51 ]        |
| Premios Globo de Oro                                        | 10 de enero de 2023      | Mejor película - Comedia o musical           | Glass Onion: A Knives Out Mystery | Nominada  | [ 52 ]        |
| Premios Globo de Oro                                        | 10 de enero de 2023      | Mejor actor - Comedia o musical              | Daniel Craig                      | Nominado  | [ 52 ]        |
| Premios de la Asociación de Críticos de Hollywood           | 24 de febrero de 2023    | Mejor reparto                                | Reparto de Glass Onion            | Nominados | [ 53 ]        |
| Premios de la Asociación de Críticos de Hollywood           | 24 de febrero de 2023    | Mejor guion adaptado                         | Rian Johnson                      | Nominado  | [ 53 ]        |
| Premios de la Asociación de Críticos de Hollywood           | 24 de febrero de 2023    | Mejor comedia                                | Glass Onion: A Knives Out Mystery | Ganadora  | [ 53 ]        |
| Premios de la Asociación de Críticos de Hollywood           | 17 de febrero de 2023    | Mejor director de casting                    | Mary Vernieu y Bret Howe          | Nominado  | [ 54 ]        |
| Premios de la Asociación de Críticos de Hollywood           | 17 de febrero de 2023    | Mejor montaje                                | Bob Ducsay                        | Nominado  | [ 54 ]        |
| Festival Internacional de Cine de Miami                     | 3 de noviembre de 2022   | Mejor reparto                                | Reparto de Glass Onion            | Ganadores | [ 55 ]        |
| National Board of Review Awards                             | 8 de diciembre de 2022   | Top 10 Películas más Destacadas              | Glass Onion: A Knives Out Mystery | Ganadora  | [ 56 ]        |
| National Board of Review Awards                             | 8 de diciembre de 2022   | Mejor actriz de reparto                      | Janelle Monáe                     | Ganadora  | [ 56 ]        |
| Premios de los Críticos de Cine de Nueva York en Línea      | 11 de diciembre de 2022  | Mejor reparto                                | Reparto de Glass Onion            | Ganadores | [ 57 ]        |
| Premios Satellite                                           | 11 de febrero de 2023    | Mejor película - Comedia o musical           | Glass Onion: A Knives Out Mystery | Pendiente | [ 58 ]        |
| Premios Satellite                                           | 11 de febrero de 2023    | Mejor actor - Drama                          | Daniel Craig                      | Pendiente | [ 58 ]        |
| Premios Satellite                                           | 11 de febrero de 2023    | Mejor actriz dramática                       | Janelle Monáe                     | Pendiente | [ 58 ]        |
| Premios Satellite                                           | 11 de febrero de 2023    | Mejor guion adaptado                         | Rian Johnson                      | Pendiente | [ 58 ]        |
| Premios Satellite                                           | 11 de febrero de 2023    | Mejor reparto                                | Reparto de Glass Onion            | Ganadores | [ 58 ]        |
| Premios de la Asociación de Críticos de Cine de San Luis    | 18 de diciembre de 2022  | Mejor película de comedia                    | Glass Onion: A Knives Out Mystery | Nominada  | [ 59 ] [ 60 ] |
| Premios de la Asociación de Críticos de Cine de San Luis    | 18 de diciembre de 2022  | Mejor actor                                  | Daniel Craig                      | Nominado  | [ 59 ] [ 60 ] |
| Premios de la Asociación de Críticos de Cine de San Luis    | 18 de diciembre de 2022  | Mejor actriz de reparto                      | Janelle Monáe                     | Nominada  | [ 59 ] [ 60 ] |
| Premios de la Asociación de Críticos de Cine de San Luis    | 18 de diciembre de 2022  | Mejor guion adaptado                         | Rian Johnson                      | Nominado  | [ 59 ] [ 60 ] |
| Premios de la Asociación de Críticos de Cine de San Luis    | 18 de diciembre de 2022  | Mejor diseño de producción                   | Rick Heinrichs                    | Nominado  | [ 59 ] [ 60 ] |
| Premios de la Asociación de Críticos de Cine de San Luis    | 18 de diciembre de 2022  | Mejor reparto                                | Reparto de Glass Onion            | Nominados | [ 59 ] [ 60 ] |
| Festival Internacional de Cine de Toronto                   | 18 de septiembre de 2022 | People's Choice Award                        | Glass Onion: A Knives Out Mystery | Nominada  | [ 61 ]        |
| Washington D. C. Area Film Critics Association Awards       | 12 de diciembre de 2022  | Mejor actriz de reparto                      | Janelle Monáe                     | Nominada  | [ 62 ]        |
| Washington D. C. Area Film Critics Association Awards       | 12 de diciembre de 2022  | Mejor guion adaptado                         | Rian Johnson                      | Ganador   | [ 62 ]        |
| Washington D. C. Area Film Critics Association Awards       | 12 de diciembre de 2022  | Mejor diseño de producción                   | Rick Heinrichs y Elli Griff       | Nominados | [ 62 ]        |
| Washington D. C. Area Film Critics Association Awards       | 12 de diciembre de 2022  | Mejor reparto                                | Reparto de Glass Onion            | Ganadores | [ 62 ]        |